# Pierre Sandrin
Pierre Sandrin (Pierre Regnault: ca. 1490 - ca. 1561) fue un compositor francés del Renacimiento. 

## Biografía
Estaba al servicio de Francisco I, Enrique II y de Hippolyte d'Este en 1550-1560. Es autor de cincuenta canciones para cuatro voces sobre textos galantes, publicados entre 1538 y 1556. Algunas de sus canciones están inspiradas en el estilo de Claudin de Sermisy. Sus canciones tienden a ser homofónicas, con detalle contrapuntístico ocasional, pero en las últimas emplea dispositivos rítmicos comunes en la música secular italiana de este periodo, particularmente de la frottola, y también son complementadas con madrigalismos como el figuralismo.